# Laukariz
Laukariz es una entidad de población española del municipio de Munguía, perteneciente a la provincia de Vizcaya, en la comunidad autónoma del País Vasco. Comprende las entidades singulares de población de Basozabal, Berreagamendi, Elgezabal, Maurola y Zabalondo. En 2023, la entidad colectiva de población tenía empadronados 2707 habitantes.